# Ниамтугу
Ниамтугу (фр. Niamtougou) — город в северо-восточной части Того, в области Кара.. Расположен примерно в 34 километрах севернее центра области города Кара. Во времена французского владычества был захолустным городком. Возрождаться начал со времени прихода к власти Гнассингбе Эйадема. В 1981 году построен международный аэропорт.